# Боаз (Алабама)
Боаз (енгл. Boaz) град је у америчкој савезној држави Алабама. По попису становништва из 2010. у њему је живело 9.551 становника.

## Демографија
Према попису становништва из 2010. у граду је живело 9.551 становника, што је 2.140 (28,9%) становника више него 2000. године.
| Група             | 2000.         | 2010.         |
| Белци             | 6.818 (92,0%) | 7.813 (81,8%) |
| Афроамериканци    | 97 (1,3%)     | 169 (1,8%)    |
| Азијати           | 33 (0,4%)     | 68 (0,7%)     |
| Хиспаноамериканци | 369 (5,0%)    | 1.356 (14,2%) |
| Укупно            | 7.411         | 9.551         |